# Merchandising

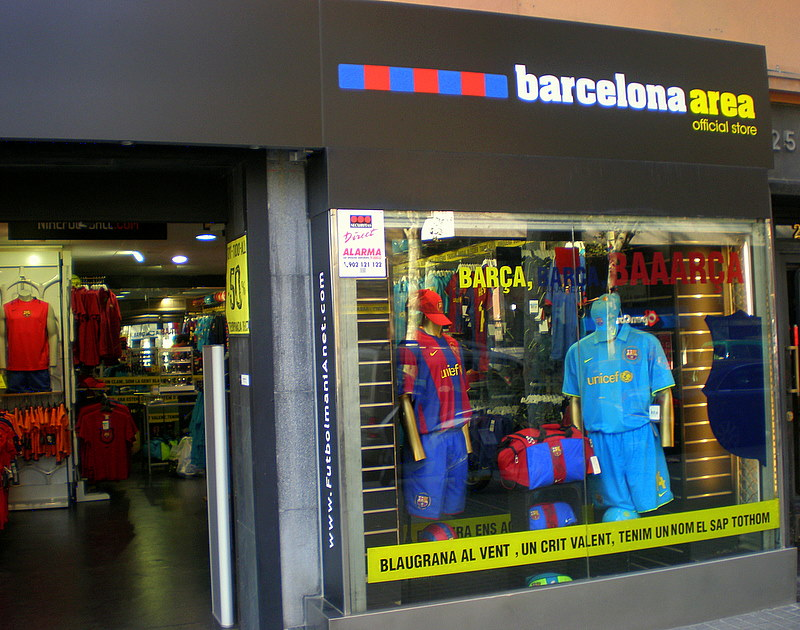
Merchandisewinkel van FC Barcelona

Merchandising is het commercieel exploiteren van de populariteit van een merk of van bekende personen, zoals filmsterren, entertainers en sporthelden, evenals van figuren uit films, stripverhalen, games en televisieprogramma's.
Merchandising kan de volgende vormen aannemen:
- verkoop van afbeeldingen en logo's op snuisterijen voor fans. Bijvoorbeeld, voetbalplaatjes, sleutelhangers, spelletjes, posters en dergelijke;
- het weggeven van dergelijke producten bij aanschaf van andere producten, eventueel in vorm van een relatiegeschenk;
- gebruik van afbeeldingen op andere producten, zoals kleding, dekbedovertrekken, handdoeken, glazen;

Er zijn gespecialiseerde bedrijven die zich met merchandising bezighouden. Een filmproductiemaatschappij die een populaire jeugdfilm uitbrengt, kan bijvoorbeeld een contract afsluiten met een bedrijf voor de merchandising.

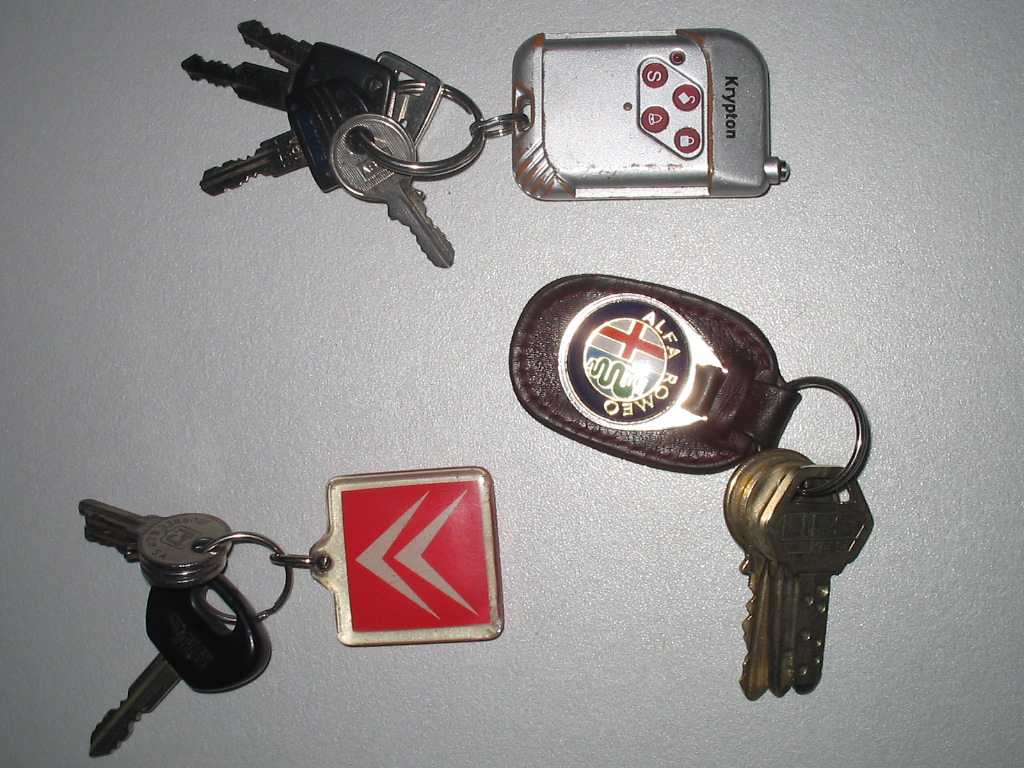
Sleutelhangers als merchandising

Het woord 'merchandising' werd oorspronkelijk gebruikt voor verkoopbevorderende activiteiten en marktonderzoek gericht op verkoopbevordering. Het woord komt nog steeds ook in die betekenis voor. Deze verkoopbevordering werd mede bereikt door het produceren van tasjes met de naam van een winkel, sleutelhangers met een automerk, posters en dergelijke met afbeeldingen van het product of het logo.
Het produceren en verkopen van dergelijke 'bijkomende artikelen' werd vervolgens ook 'merchandising' genoemd.
In de filmindustrie is het bedrijfsmodel in de afgelopen decennia verschoven van kaartverkopen richting een grotere afhankelijkheid van merchandising.
Naast de filmindustrie is merchandising vooral in de muziekindustrie erg belangrijk geworden. Waar de verkoop van geluidsdragers toch enigszins terugloopt is het verkopen van T-shirts en andere artikelen een steeds belangrijkere bron van inkomsten voor bands en artiesten.
Ook stripfiguren worden veelvuldig op artikelen afgebeeld als merchandise-middel. De Belgische stripauteur Georges Remi, de bedenker van Kuifje zag als eerste het belang van merchandising in en produceerde replica's van zijn stripfiguren en afgeleide producten.